# Castel Sant’Elia
Castel Sant’Elia ist eine Gemeinde mit 2411 Einwohnern (Stand 31. Dezember 2023) in der mittelitalienischen Provinz Viterbo, 33 km südlich von der gleichnamigen Provinzhauptstadt und 45 km nördlich von Rom entfernt. Sie gehört zur Region Latium.

## Lage und Geografie
Castel Sant’Elia liegt östlich von Nepi auf einem Verbindungsweg zwischen den Römerstraßen Via Cassia im Westen und Via Flaminia im Osten. Der Ort liegt auf einem steil in ein bewaldetes Tal, das Valle Suppentonia, abfallenden Tuffplateau.

## Geschichte

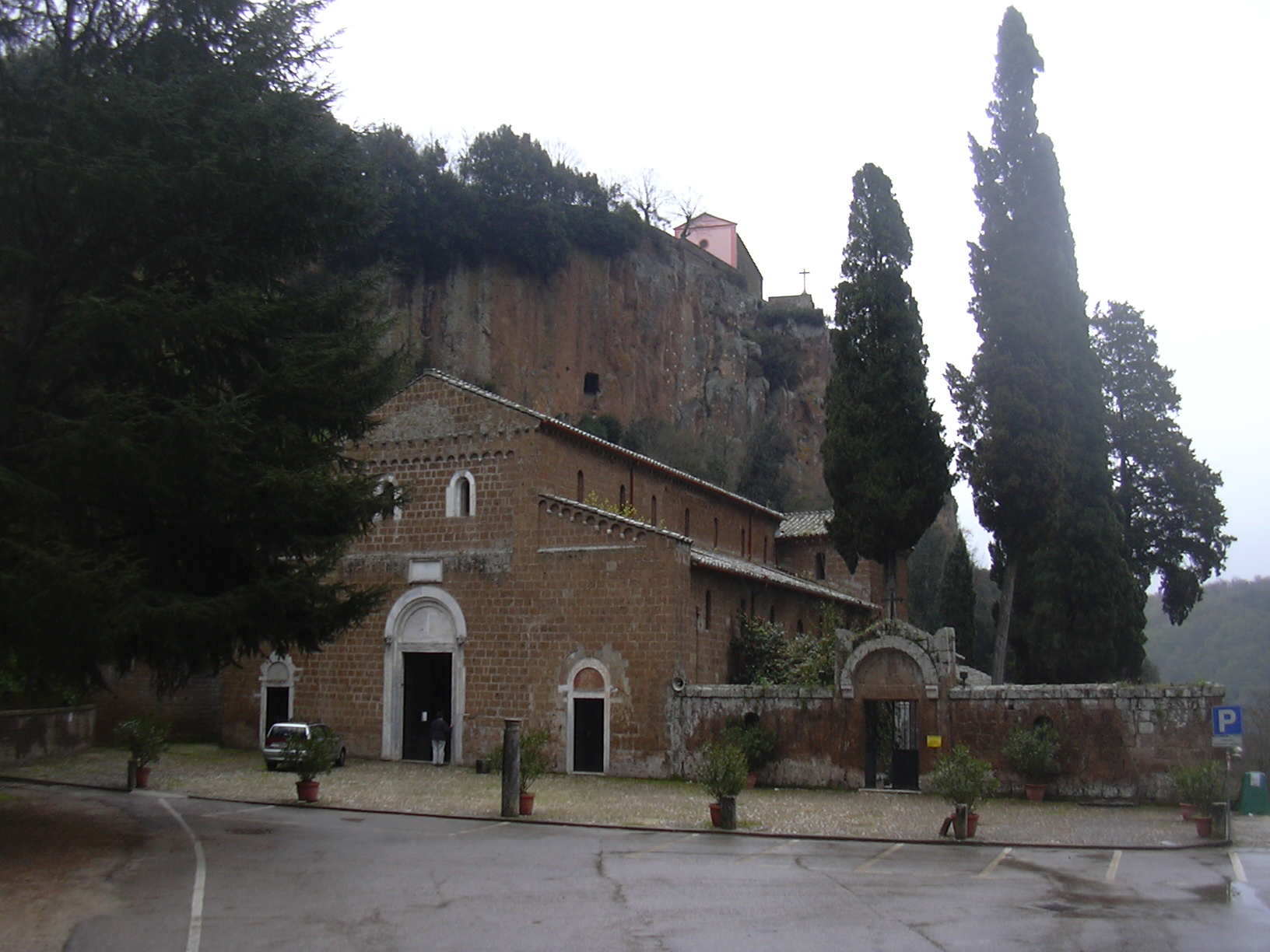
Basilica Sant’Elia; über der Tuffwand auf dem Plateau die kleine Chiesetta di San Michele Arcangelo (1983 restauriert)

Die Wohn- und Grabhöhlen in der Tuffwand zeigen, dass die felsige Hochfläche über dem Valle Suppentonia bereits etruskisch besiedelt war; diese Wohnstätten waren im Römischen Reich mutmaßlich wieder verlassen, als ein bewehrtes Castrum auf dem Plateau entstand.
Quellenkritisch tritt die Gegend erstmals um 600 durch Papst Gregor den Großen in Erscheinung. Unterhalb des Castrums lag tief im Wald ein von Abt Anastasius von Suppentonia gegründetes Benediktinerkloster, von dem nur noch die Basilika verblieb; der Abt wird heute noch als Schutzpatron der Gemeinde verehrt. In der Felsenhöhle Grotta di San Leonardo soll die legendäre Begegnung zwischen dem Papst und der Langobardenkönigin Theodelinde stattgefunden haben, um die von ihrem Mann Agilulf geplante Invasion Roms – die am Ende nicht stattgefunden hat – zu verhindern.
Seit der pippinischen Schenkung gehörte das nur von wenigen Hirten und Bauern bewohnte Land um das Kloster formell zum Kirchenstaat, wurde jedoch in Wirklichkeit im Mittelalter von den lokalen Feudalherren (Angehörigen der Familien Colonna und Orsini) kontrolliert. Im 16. Jahrhundert übernahmen es die Farnese und führten im Auftrag der andernorts durch Kriege gestärkten päpstlichen Zentralmacht ein effizientes Verwaltungssystem ein.
Kastell und Stadtmauer als Zentrum des heutigen Ortsbildes ca. 1,5 km weiter westlich auf dem Plateau gehen erst auf diese Zeit zurück. Der Borgo wuchs und nahm einen wirtschaftlichen Aufschwung; 1634 wurde ihm Stadtrecht verliehen.
Mitte des 17. Jahrhunderts verkauften die Farnese das Kastell an Papst Innozenz X.; ein Jahrhundert später erwarben die Marchesi von Lezzano den heute als Rathaus genutzten Bau. Die Bausubstanz außerhalb der Stadtmauern mit der heutigen Durchgangsstraße Corso Umberto I° entstand erst im 18. Jahrhundert.
Seit 1870 gehört Castel Sant’Elia wie der gesamte Kirchenstaat zum italienischen Staat, seit 1927 zur Provinz Viterbo.

## Stadtbild und Sehenswürdigkeiten
Zu unterscheiden sind – bedingt durch die Ortsgeschichte in ihren diversen Epochen – grundsätzlich drei Zonen unterschiedlichen Kulturguts:
- Die antike archäologische Zone auf dem Plateau, innerhalb derer sich zudem mehrere Kirchen und Heiligtümer befinden,
- der unter den Farnese im 17. Jahrhundert gegründete Hauptort, ebenfalls auf dem Plateau, jedoch 1,5 km westlich der archäologischen Zone,
- die Basilica Sant’Elia als geistliches Zentrum des ehemaligen Benediktinerklosters, allein stehend unterhalb des Tufffelsens mitten im Wald über dem Schluchtgrund des Valle Suppentonia.

Die Basilika ist kunsthistorische und touristische Hauptattraktion der Gemeinde.

### Die archäologische Zone
- Römische Mauerreste und Verteidigungstürme des Castrums sind über die gesamte Hochfläche verteilt heute noch erkennbar; sie werden Castelli genannt (Pizzo Jella, d’Ischi, Porciano, Conversina, Filissano, Paterno) und wurden teilweise noch im Mittelalter genutzt. Auf Paterno starb 1002 Kaiser Otto III.
- Von den zahlreichen Etrusker-Wohnhöhlen sind zwei als Eremitengrotten bekannt geworden (Grotte des Anastasius und Grotte des Benediktinerabtes Nonnoso). Die von Gregor dem Großen legendär erwähnte Grotta di San Leonardo war komplett mit Fresken ausgeschmückt, von denen nur noch Relikte erkennbar sind.
- Keimzelle des lokalen Marienkults ist die Felsenhöhle Santa Maria ad Rupes, in die sich die Benediktinermönche seit dem 6. Jahrhundert vor ein wundertätiges Bild zurückgezogen haben sollen. Erst im 18. Jahrhundert wurde sie von Pilgern wiederentdeckt. Eremit Giuseppe Andrea Rodio ließ im 19. Jahrhundert einen 144-stufigen Zugang vom Plateau den Felsen hinunter zur Grotte anlegen. Pater Josef Bernhard Döbbing OFM, der spätere Bischof von Nepi und Sutri, ließ sich 1892 mit einer Gruppe irischer Franziskaner an dieser Stelle nieder, errichtete einen Konvent am Fuße dieser Treppe und ließ 1908 die St.-Josefs-Kirche im neogotischen Stil erbauen. 1982 wurde der Konvent von polnischen Ordensbrüdern der Kongregation vom Heiligen Erzengel Michael übernommen.

- Das wundertätige Marienbildnis in der Felsgrotte, das die Übermalung eines älteren Freskos darstellt, geht kunsthistorischen Untersuchungen zufolge auf die Schule des Giovanni Battista Salvi da Sassoferrato zurück. Es stellt Maria im Sternengewand mit Krone dar, die Hände betend über das auf ihrem Schoß ruhende, ebenso bekrönte Jesuskind ausbreitend. Die ikonografisch ungewöhnliche Darstellung wurde von zahlreichen Päpsten, Königen und anderen prominenten Persönlichkeiten besucht.
- Auf dem Tuffplateau befindet sich noch eine Reihe kleinerer Kirchen, so etwa die Kirche des heiligen Michael (romanischen Ursprungs, 1983 restauriert), eine weitere Marienkirche, die auf das 13. oder 14. Jahrhundert zurückgeht, die Kirche der heiligen Lucia von 1656, und die des heiligen Antonius von Padua von 1828.
- Zwischen Nepi und Civita Castellana ist bei Tre Ponti ein gepflasterter Abschnitt der Via Amerina (3. Jahrhundert v. Chr.) erkennbar, einer Römerstraße, die von Nepi nach Gubbio verlief, wo sie mit der Via Flaminia zusammentraf. Ihren Namen trägt sie von der historischen Stadt Ameria, die dem heutigen Amelia entspricht. Im Mittelalter war diese Straße sehr bedeutsam, da sie die einzige Verbindung zwischen Rom und dem Exarchat von Ravenna war. In der zerklüfteten Felslandschaft ist noch eine von ehedem drei Römerbrücken über zwei Wasserläufen erhalten.

### Der Hauptort
Älteste Bausubstanz des Ortes sind das Farnese-Kastell (17. Jahrhundert), in dem heute die Gemeindeverwaltung untergebracht ist, und Reste der aus gleicher Epoche stammenden Stadtmauer mit zinnenbekröntem Tor.
Die Pfarrkirche Sant’Antonio wurde 1740 unter Papst Clemens XII. auf den Resten eines Vorläufers aus dem 16. Jahrhundert errichtet. Die Innenausstattung ist barock, abgesehen von einem Renaissance-Triptychon aus dem 15. Jahrhundert, Christus auf dem Thron zwischen Johannes dem Täufer und Johannes dem Evangelisten darstellend, das aus der Basilika Sant’Elia stammt.

### Die Basilika

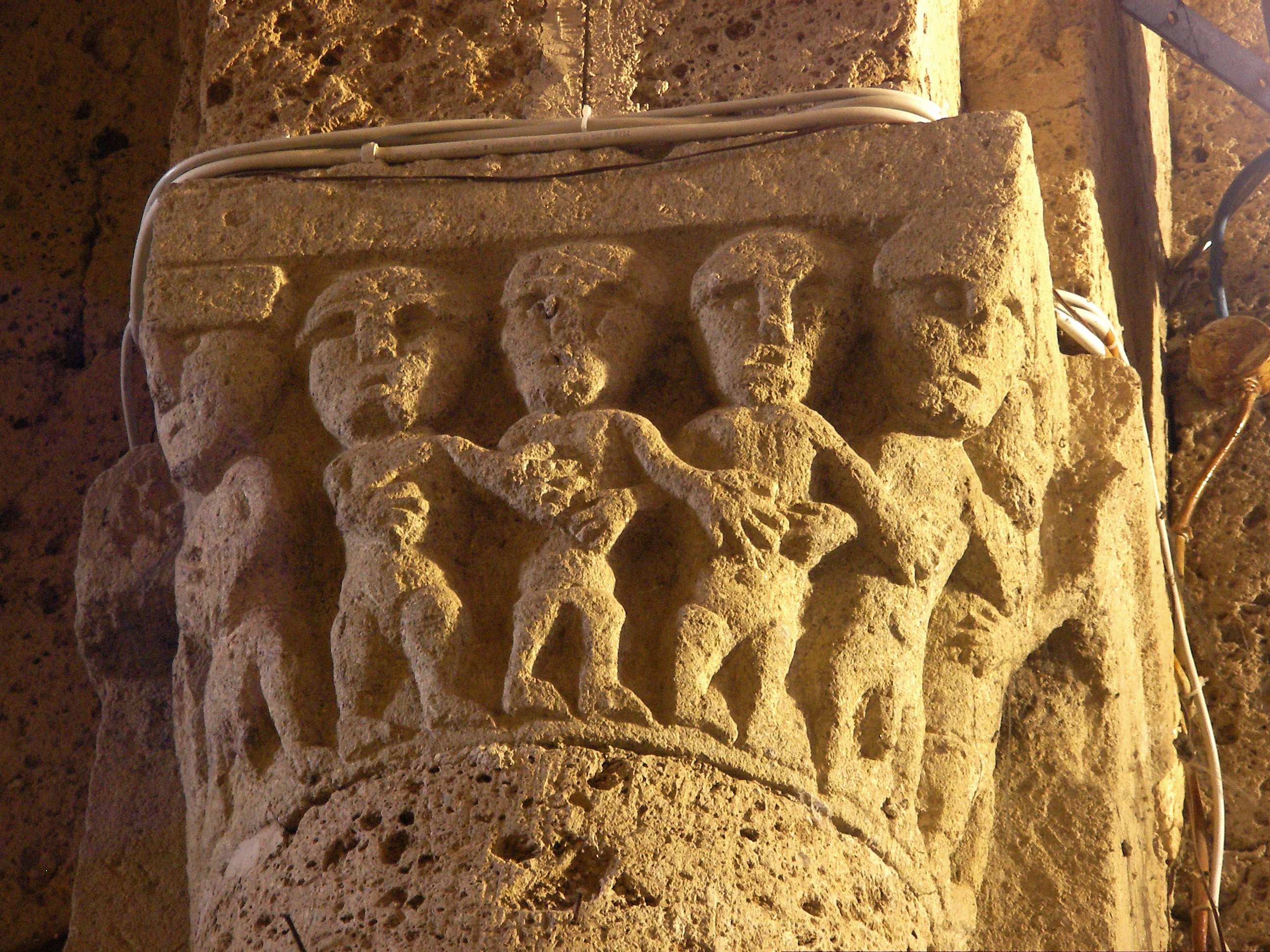
Langobardisches Maskenkapitell

Das Benediktinerkloster wurde vom heiligen Anastasius in Suppentoma ad S. Eliam um 520 gegründet. Von der ursprünglichen Anlage ist nichts erhalten. Sie war dem Propheten Elias geweiht; Namensgeber der noch existierenden romanischen Basilika ist jedoch der Benediktinerabt Elias, der sie Anfang des 11. Jahrhunderts auf den Grundmauern des Vorläufers errichtete. Das Kloster wurde 1258 von Papst Alexander IV. aufgelöst und den Kanonikern von Santo Spirito in Sassia übergeben. Als diese 1740 im Hauptort die neue Pfarrkirche Sant’Antonio erbauten, verfiel die allein stehende Anlage im Wald. 1855 stürzte der Campanile ein. Noch unter dem Pontifikat Pius IX. begannen die Restaurierungsarbeiten der Basilika unter Abriss der Ruinen der Klostergebäude; diese Arbeiten zogen sich bis Anfang des 21. Jahrhunderts hin.
Die dreischiffige Basilika auf T-förmigem Grundriss hat eine einfache Tuffsteinfassade mit drei Rundbogenportalen, zwei einbogigen Fenstern darüber und Rundbogenfries (12. Jahrhundert). Das Langhaus (31 m) wird von einem Querhaus und einer kleinen Rundapsis abgeschlossen. Im Inneren sind Haupt- und Seitenschiffe durch Marmorsäulen mit korinthischen Kapitellen, die mutmaßlich aus römischen Villen der Umgebung stammen, unterteilt. Vorne im rechten Seitenschiff fällt ein langobardisches Maskenkapitell aus dem Rahmen.
Kosmatische Hauptausstattungsstücke (12. Jahrhundert) sind ein Ziborium im Zentrum der Apsis mit Kreuz und vier Marmorsäulen mit korinthischen Kapitellen sowie ein Ambo mit reichem Reliefschmuck in Form von geometrischen Mustern, Pflanzen, Blüten und Vögeln. Auch der Marmorfußboden mit stiltypischen Dekoren gehört der kosmatischen Epoche an.
Kunsthistorische Hauptattraktion der Basilika sind jedoch ihre exzellent erhaltenen frühromanischen Fresken in der Apsis und an den Seitenwänden des Querhauses. Sie wurden den Brüdern Giovanni und Stefano Niccolò sowie ihrem gemeinsamen Neffen Giovanni Niccolò zugeschrieben, die Anfang des 11. Jahrhunderts in Rom und Umgebung tätig waren. Dargestellt ist an der Apsiswand der auferstandene Christus zwischen den hll. Petrus, Paulus und weiteren, nicht eindeutig identifizierten biblischen Gestalten, wahrscheinlich Elija und Mose. In der Reihe darunter symbolisieren zwölf Lämmer die zwölf Apostel auf dem Weg zum Lamm Gottes. Die unterste Reihe stellt einen Zug von Jungfrauen mit Kronen in der Hand dar, die sie einer Figur in der Mitte des Bildes, die zerstört wurde (vermutlich die Gottesmutter), darreichen wollen.
Die Fresken auf der linken Querhauswand wurden fast vollständig durch einen Steinschlag 1607, der die Basilika traf, vernichtet. Auf der rechten Querhauswand sind die Visionen der Apokalypse dargestellt. Es folgen Szenen aus dem Leben des heiligen Anastasius. Aus einer Szene ist auch das Aussehen der ursprünglichen Basilika noch zu erkennen. Weitere Fresken, die einer späteren Epoche (13./14. Jahrhundert) zuzuordnen sind, befinden sich an den Langhauswänden. In der zweischiffigen Krypta mit Kreuzgratgewölben sind der Heilige Anastasius und der Benediktinerabt Nonnoso vom Monte Soratte begraben.

## Bevölkerung
| Jahr | Bevölkerung |
| ---- | ----------- |
| 1871 | 724         |
| 1901 | 1088        |
| 1921 | 1322        |
| 1951 | 1554        |
| 1971 | 1513        |
| 1991 | 1935        |
| 2001 | 2151        |

## Politik
Bruno Darida (Mitte-rechts-Bündnis) wurde im Mai 2006 zum Bürgermeister gewählt. Sein Mitte-rechts-Bündnis stellt mit acht von zwölf Sitzen die Mehrheit im Gemeinderat.

## Selbstverständnis, Wirtschaft und Soziales
Castel Sant’Elia versteht sich als Kunststadt (città d’arte). Neben der Bewahrung ihrer historischen Kunstschätze ist die Stadt daran interessiert, auch zeitgenössischen Malern und Bildhauern eine Heimat zu geben; diese organisieren regelmäßig Ausstellungen in ihren Ateliers.
Darüber hinaus versteht sich Castel Sant’Elia als eine umweltgerechte Stadt, die an verschiedenen überregionalen Programmen (Rete Natura 2000, Bioitaly) teilgenommen hat. Sie setzt auf moderaten, individuell gestalteten Fremdenverkehr mit Agrotourismus-Unterkünften im Umland und Integration in die lokale, auf die Bedürfnisse der Einheimischen ausgerichtete Infrastruktur (Bars, tavola calda, kleine Einzelhandelsgeschäfte).
Die Bevölkerung unterhält ein reiches Vereinsleben (Kunst und Musik, Jagd, Fischerei, Sport, Umwelt- und Zivilschutz, diverse Bruderschaften mit sozialen Aufgaben).
Arbeitsplätze gibt es auch in diversen Keramikmanufakturen und im Sanitärbereich in den Gemeinden an der Via Cassia zwischen Sutri, Vetralla und Viterbo.
Im Übrigen ist die Wirtschaft der Umgebung mit Olivenanbau und Schafzucht noch agrarisch geprägt.

## Feste
- 17. Januar: Fest des Heiligen Antonius mit Ballonfahrt und Tierschau
- Osterzeit: Prozessionen zu Karfreitag und Palmsonntag
- Fronleichnam: Große Prozession, in der in früheren Jahren (vor der Restaurierung 2005) das wundertätige Marienbild von Sassoferrato durch die ganze Stadt getragen wurde
- Alljährlich im Juni: Festspiele, in denen die Begegnung von Papst Gregor mit der Langobardenkönigin Theodolinde in der Grotta di San Leonardo vom lokalen Verein zur Förderung der Traditionen (Pro Loco) nachinszeniert wird.
- August/September: Marienmonate. Sämtliche Marienfesttage des Kirchenjahres – auch außerhalb des Monate August und September – spielen angesichts der frühmittelalterlichen Tradition eine große Rolle.
- 2. und 3. September: Das Patronatsfest des Hl. Nonnoso vom Monte Soratte (2. September) wird zusammengelegt mit einem lokalen Festtag zu Ehren des Anastasius von Suppentonia (3. September); das offizielle Patronatsfest des Kirchenjahres für Anastasius fällt allerdings auf den 11. Januar.
- 29. September: Fest des Heiligen Michael.
- Weihnachtszeit: Krippenausstellungen